# 411vm 15
411vm 15 je petnajsta številka 411 video revije in je izšla novembra 1995.

## Vsebina številke in glasbena podlaga
Glasbena podlaga je navedena v oklepajih.
- Chaos (Hurricane - Comin off)
- Switchstance (Al Green - Let's stay together)
- Profiles Chet Thomas, Laban Pheidias, Gershon Mosley, Andy MacDonald (King tee - Way out there, The Ramones - The crusher, King tee - Freestyle ghetto, Dream warriors - I've lost my ignorance, Brooklyn funk essentials - Take the l train (to brooklyn))
- Wheels of fortune Satva Leung, Tyrone Olson, Ryan Kenreich (Olde scottish - Wildstyle - the krush handshake, DJ Krush - Yeah, Guru - Feel the music)
- Contests Tampa AM (Pennywise - Unknown road)
- Fine tuning Jeff Pang, Mike Maldonado
- Industry ATM
- Spot check Southside skatepark (Squirtgun - Social)
- Transitions Board aid 3 (Radiohead - High and dry)
- World report Japonska, Švica, Francija (Down by law - Heroes and hooligans)